# ATP5I
ATP5I (англ. ATP synthase, H+ transporting, mitochondrial Fo complex subunit E) – білок, який кодується однойменним геном, розташованим у людей на короткому плечі 4-ї хромосоми.  Довжина поліпептидного ланцюга білка становить 69 амінокислот, а молекулярна маса — 7 933.
| 10         |  | 20         |  | 30         |  | 40         |  | 50         |
| ---------- |  | ---------- |  | ---------- |  | ---------- |  | ---------- |
| MVPPVQVSPL |  | IKLGRYSALF |  | LGVAYGATRY |  | NYLKPRAEEE |  | RRIAAEEKKK |
| QDELKRIARE |  | LAEDDSILK  |  |            |  |            |  |            |

A: Аланін

D: Аспарагінова кислота

E: Глутамінова кислота

F: Фенілаланін

G: Гліцин

I: Ізолейцин

K: Лізин

L: Лейцин

M: Метіонін

N: Аспарагін

P: Пролін

Q: Глутамін

R: Аргінін

S: Серин

T: Треонін

V: Валін

Кодований геном білок за функцією належить до фосфопротеїнів. 
Задіяний у таких біологічних процесах як транспорт іонів, транспорт, синтез АТФ, транспорт протонів, ацетиляція. 
Локалізований у мембрані, мітохондрії, внутрішній мембрані мітохондрії.